# Природничий коледж Львівського університету
Природничий коледж — структурний підрозділ Львівського національного університету імені Івана Франка. Директором коледжу є Марія Ігорівна Дзіковська .

## Історія
Природничий коледж було відкрито в 2000 році як структурний підрозділ Львівського національного університету імені Івана Франка, покликаний готувати фахівців природничих спеціальностей освітньо-кваліфікаційного рівня молодший спеціаліст. Форма навчання — денна. Термін навчання — три роки. Навчання — бюджетне та платне на базі повної середньої освіти. У коледжі готують молодших спеціалістів за такими спеціальностями: електроніка (конструювання, виробництво та технічне обслуговування виробів електронної техніки), комп'ютерні науки та інформаційні технології (обслуговування програмних систем і комплексів), екологія (біоекологія, екологія геологічного та суміжного середовищ, екологія землекористування та агробізнес, прикордонний екологічний контроль), хімія (аналітичний контроль якості хімічних сполук). Диплом молодшого спеціаліста й отримані під час навчання знання та навички дають змогу конкурувати на сучасному ринку праці, тому частина випускників коледжу відразу після закінчення навчання влаштовуються на роботу за фахом, а частина продовжує навчання у Львівському національному університеті імені Івана Франка на відповідних факультетах: хімічному, географічному, геологічному, біологічному, електроніки.
З 2000 р. по 2001 р. очолював коледж кандидат фізико-математичних наук доцент Колінько Микола Іванович. З 2001 р. по 2002 р. директором коледжу був доцент Шувар Роман Ярославович. З 2002 р. директором коледжу по 2016 р. був Мигаль Василь Михайлович, доцент, кандидат фізико-математичних наук. З 2016 р. директором коледжу є Дзіковська Марія Ігорівна. З 2003 р. по 2015 р. заступником директора з навчально-методичної роботи був Рабик Василь Григорович, доцент, кандидат технічних наук.
З 2003 р. по 2006 р. заступником директора з виховної роботи був Тимошук Олександр Сергійович, доцент, кандидат хімічних наук. З 2007 р. по 2009 р. заступником директора з виховної роботи була Добрянська Ольга Петрівна. З 2009 р. по 2016 р. заступником директора з навчальної роботи була Дзіковська Марія Ігорівна. З 2016 р. заступником директора з навчальної роботи є Лесів Марта Степанівна.

## Структура
Зараз у коледжі працює 4 відділення:
- Відділення екології
- Відділення електроніки
- Відділення комп'ютерних наук
- Відділення хімії

## Відомі випускники
1. ↑  Історія. Природничий коледж. Архів оригіналу за 13 жовтня 2016. Процитовано 12 жовтня 2016.